# 나델호른
나델호른(독일어: Nadelhorn, 4,327m)은 스위스 페나인 알프스에 있는 산이다. 이 산은 나델그라트에서 가장 높은 지점으로 동쪽으로는 자스-페 리조트 위로, 서쪽으로는 마터탈 위로 대략 남북으로 뻗어 있는 높은 수준의 능선이다. 세 개의 능선이 합쳐져 뾰족한 봉우리를 형성하는데, 북쪽에서 보면 ‘바늘’(독일어: Nadel)처럼 보인다. 나델그라트의 다른 정상으로는 슈테크나델호른과 호베르크호른이 있다.
1858년 9월 16일 프란츠 안덴마텐, 밥티스트 에피니, 알로이스 슈퍼삭소 및 J. 치머만이 처음으로 등정했다.